# Vasikkasaari (ö i Finland, Mellersta Finland, Jyväskylä, lat 62,38, long 26,04)
Vasikkasaari är en ö i Finland. Den ligger i sjön Saraavesi och i kommunen Laukas i den ekonomiska regionen  Jyväskylä ekonomiska region  och landskapet Mellersta Finland, i den centrala delen av landet, 250 km norr om huvudstaden Helsingfors. Öns area är 1,9 hektar och dess största längd är 310 meter i nord-sydlig riktning.